# Circondario di Gotha
Il circondario di Gotha (targa GTH) è un circondario (Landkreis) della Turingia, in Germania.
Capoluogo e centro maggiore è Gotha.

## Suddivisione amministrativa

### Città e comuni
Tra parentesi gli abitanti al 31 dicembre 2021, il capoluogo della comunità amministrativa è contrassegnato da un asterisco.
Comuni indipendenti
1. Bad Tabarz (4 147)
2. Friedrichroda, città (7 115)
3. Gotha, Große kreisangehörige Stadt (45 099)
4. Hörsel, Landgemeinde (4 680)
5. Nesse-Apfelstädt, Landgemeinde (5 933)
6. Tambach-Dietharz, città (4 320)
7. Waltershausen, città (12 664)

Comuni con funzione di comunità amministrativa

1. Drei Gleichen, Landgemeinde (7 940), per i comuni di:
  1. Schwabhausen (789)
2. Georgenthal, Landgemeinde (7 214), per i comuni di:
  1. Emleben (676)
  2. Herrenhof (733)
3. Nessetal, Landgemeinde (7 905), per il comune di:
  1. Sonneborn (1 159)
4. Ohrdruf, città (9 525), per il comune di:
  1. Luisenthal (1 173)

### Comunità amministrative (Verwaltungsgemeinschaften)
- Verwaltungsgemeinschaft Fahner Höhe (7 219), con i comuni:

1. Dachwig (1 592)
2. Döllstädt (1 082)
3. Gierstädt (802)
4. Großfahner (826)
5. Tonna * (2 917)

- Verwaltungsgemeinschaft Nesseaue (5 534), con i comuni:

1. Bienstädt (661)
2. Eschenbergen (703)
3. Friemar (999)
4. Molschleben (995)
5. Nottleben (422)
6. Pferdingsleben (371)
7. Tröchtelborn (297)
8. Tüttleben (745)
9. Zimmernsupra (341)